# かもめんたる
かもめんたるは、サンミュージックプロダクションに所属する日本のお笑いコンビ。キングオブコント2013王者。第1回ダブルインパクトファイナリスト。

## メンバー
岩崎 う大（いわさき うだい、本名:岩崎 宇内〈読み同じ〉、1978年9月18日 - ）（46歳）
ボケ・ネタ作り担当、立ち位置は向かって左。
東京都西東京市出身。
身長165cm、体重55kg。血液型AB型。
槙尾 ユウスケ（まきお ゆうすけ、本名:槙尾 祐介〈読み同じ〉、1980年12月5日 - ）（44歳）
ツッコミ担当、立ち位置は向かって右。
広島県安芸郡出身。
身長165cm、体重56kg。血液型B型。

## 来歴
2人とも大学時代は早稲田大学のお笑いサークル・WAGEに所属。2001年にそのサークルのメンバーだった森迅史（現・森ハヤシ）、岩崎宇内（現・岩崎う大）、野中淳（現・手賀沼ジュン）、小島義雄（現・小島よしお）、槙尾祐介（現・槙尾ユウスケ）の5人によって同名のコントグループを結成、2006年3月まで活動した。
解散後、槙尾はお笑いは向いていないと感じ、芸人から足を洗うつもりだった。う大は、元々WAGE時代に単独ライブでう大と槙尾とよしおの3人でユニットコントをしており、その3人でユニットを組みたいと考えていたが、すぐに組むのは仁義に反すると考えていたため、ピン芸人として活動しながら時を待った。しかしう大の思惑に反し、2007年によしおがピン芸人としてテレビでブレイク。う大は当時、ラジオのレポーターをしながら役者を目指していた槙尾を誘い（「う大と組みたいが二人きりで話すのが怖い」と言う槙尾と児島気奈が鎌倉材木座海岸で偶然出会い、う大を誘って高田馬場のウェンディーズで3人で語ったのが結成のきっかけだと児島は語っている）、1時間半の長尺の2人芝居の『二人芝居演劇祭』という演劇公演を行う。この演劇公演をきっかけに、同年10月に演劇ユニット『劇団イワサキマキヲ』を結成する。コンビ結成は槙尾が誘った。
1時間半の演劇を作る労力や年2回の公演の将来性に不安を感じ、複数のコントを作りオムニバスなコントの単独ライブをするようになり、お笑いライブにも出るようになり、お笑いにシフトしていった。
2009年4月、よしおと同じサンミュージックプロダクションへの所属が決まる。同年11月にはよしおとのユニットでコントライブ「オーマイゴッド!」を開催。コンビ名は『劇団イワサキマキオ』を経て、2010年10月から現在のものに改名した。
『キングオブコント』では2012年に第3位、2013年に優勝。う大は2本目のネタの直前に「優勝するかもしれない」「このあとどうすればいいんだろう」と不安に襲われた。優勝後の1年は特需的に仕事が入り、月収が最高で700万円超になるが、う大は素の自分の面白さやトーク力を求められる雛壇芸人にはなれず変なギャグを言ったり、槙尾はオネエキャラのツッコミをしたりしていた。当時は『爆笑レッドカーペット』（フジテレビ）などネタ番組がほとんど終わってしまっていたため、テレビでコントを披露する機会にも恵まれなかった。テレビ出演が減り、単独ライブの集客を上げて全国規模にしていこうとシフトを変えてみたものの増えなかった。
2015年、よしおと事務所の先輩・カンニング竹山に勧められ『劇団かもめんたる』を旗揚げ。2人以外にも劇団員を迎え、精力的な活動を開始する。しかし『キングオブコント2017』は準決勝進出で終わり、ラジオで口論となり、ネタ番組もなく、当時が一番どん底であったという。当初は、かもめんたるの単独ライブと劇団かもめんたるの演劇公演の二本柱を目標としていたが、2017年を最後にコンビとしての単独ライブは行わず、2018年以降は専ら劇団かもめんたる中心に切り替え、コンビでの活動は単発のメディア出演やライブへのゲスト出演など、減少傾向にあった。
2020年1月、東京・三軒茶屋で槙尾がスパイスカレー専門店「カリガリマキオカリー」をオープン。店舗を間借りして昼の間のみ営業を行う。
同年8月、『有吉の壁』（日本テレビ）に初出演をきっかけとして準レギュラー化している。
2020年は劇団かもめんたるの第8回公演である『GOOD PETS FOR THE GOD』で第64回岸田國士戯曲賞候補に、翌年は第9回公演『君とならどんな夕暮れも怖くない』で第65回の同賞候補にと、2年連続で選出される。
2020年頃からは、それまで長らく取り組んでいなかった漫才にも取り組むようになり、2021年には12年ぶりに『M-1グランプリ』へ出場、2021年は準々決勝進出で、ラストイヤーとなった翌年は準決勝に進出（敗者復活戦13位）した。2023年1月には『THE SECOND 〜漫才トーナメント〜』に出場、ベスト16となった。

## 芸風
コント
エロ、グロ、ナンセンスが特徴で、嫉妬や差別、悪意、自意識など、メンタルを抉るような人間のグロテスクな闇（潜在的なあるある）を笑う。そのため、観客から笑い声だけでなく悲鳴が上がる事がある。二人は決して意図して観客を怖がらすつもりはなく、あくまで登場人物のことを突き詰めた事でホラー的な要素が含まれてしまった結果だという。
千原ジュニア（千原兄弟）は「理論をフリにしたりしながら、感覚でいってってる」と語り、かもめんたるのコントは理論を伴った感覚的なお笑いを追求しているという。
また、コントの最たる特徴に演劇的である事が挙げられる。コンビのキャリアが演劇ユニットから始まったことも起因している。大人計画やナイロン100℃など、演劇ではメジャーであるグロテスクと愛が共存しているコメディをお笑い芸人のコントでやるのは珍しい。
槙尾は女装を得意とし、女性に扮することも多い。妖精や吸血鬼、未来人に冴えないサラリーマンなど自在で多彩な演じ分けをしている。
『キングオブコント2013』では同業者の準決勝進出者の芸人100名の審査を受けて優勝。玄人好みで同業者からの支持が大きい。水川かたまり（空気階段）はコントの最高傑作にかもめんたるの第14回単独ライブ『メマトイとユスリカ』で最後に披露された「敬虔な経験」を挙げ、「俺はたぶん到底及ばない。何回も見たら自信をなくして芸人をやめてしまう」と衝撃を受けたという。山内健司（かまいたち）は、同世代の好きなネタベスト3に、『キングオブコント2013』の優勝ネタの「白い靴下」を挙げている 。
演劇関係者からの評価も高い。2016年、2017年のコントライブの構成協力をしている上田誠は、かもめんたるについて、「エンターテイメントをやっていると強迫観念のように『明るく明るく』となりがちだが、目も当てられない部分で笑いを成立させている事が『明るくなくて良い』という作り手側にも希望になっている」と語る。
漫才
しゃべくり漫才。う大が変な主張をエキセントリックに展開し、それに槙尾が巻き込まれ被害者になっていく 。独白も混じる。
漫才に本格的に取り組み始めたのは2020年頃からである。「劇団イワサキマキオ」時代の2008年・2009年には『M-1グランプリ』に出場していたが、う大は漫才は向いていないと感じ、それ以降はコントに注力したため漫才を行うことはなかった。しかし2020年12月、『お笑い二刀流道場』（テレビ朝日）の企画で漫才を演じることになり、その当時の公演で演じていた役が素の自分に近いと感じていたう大がその役柄のまま、やや芝居がかったしゃべくり漫才を披露したところ手応えを感じ、う大の漫才熱が高まった。翌年7月にルミネtheよしもとの『M-1トレーニング2021』というイベントで新ネタを披露したところ反応が良く、12年ぶりに『M-1グランプリ』に出場を決める。『M-1グランプリ2021』では準々決勝、ラストイヤーとなった『M-1グランプリ2022』では準決勝進出を果たした。う大は劇団かもめんたるをしていなかったら漫才はやっていなかったという。

## コンビ名
コンビ結成当初は『劇団イワサキマキオ』として活動していた（一時期、「劇団イワサキマキヲ」として活動していたこともある）。これはう大が「お芝居にこだわったネタをしたかった」という想いがあったため。しかしこのコンビ名での活動時は芸人ではなく劇団員と間違われることが多いという弊害が生じたため、当時のマネージャーのアドバイスで改名を決意する。本人たちは「お笑い芸人としてやっていくには、『劇団』が付いていたらマイナスな面が大きいと判断した」ことが改名理由と話している。
現在のコンビ名は、う大の知り合いのコピーライターに頼んで考えてもらった。「カモメのように飄々としながらも、人間のメンタルを深くえぐるようなネタをする」という意味が込められており、コンビ内で考えなかった理由についてう大は「30歳が近かったので、自分たちで決めるのも何か恥ずかしかった」と振り返っている。

## キングオブコント
コント日本一を決める大会『キングオブコント』（TBS）においては3度決勝進出（うち1度は優勝達成）を果たしており、好成績を収めている。『キングオブコント2012』においては8組中唯一のノーシードで初の決勝進出。サンミュージックプロダクションから初のファイナリストとなり、3位・1790点（883点・907点）の記録を残す。翌年の『キングオブコント2013』にて2年連続で決勝進出。ファーストステージを923点で1位で折り返し、最終出番で挑んだセカンドステージで歴代最高得点となる982点を記録。合計1905点で悲願の優勝を果たし、サンミュージックプロダクションから初のチャンピオンとなった。
2年後の『キングオブコント2015』にて、大会史上初めて優勝経験者として再び挑戦。シード権なしで1回戦からキングを目指したが、準決勝進出に終わった。翌年の『キングオブコント2016』にも三たび出場。昨年の雪辱を果たし、3年ぶりとなる決勝進出を決めた。優勝経験者が再び決勝進出を果たしたのは史上初（2024年現在でもかもめんたるのみ）。決勝ではファーストステージを444点で5位で折り返すも、セカンドステージではそれを下回る439点を記録してしまう。最終的には総合5位という結果に終わり、大会史上初の2度目の優勝はならなかった（なお、2016年のチャンピオンはライスである）。
3年連続で『キングオブコント2017』にも出場したが、この年は準決勝進出までで終わってしまった。敗退の原因を巡って「ラジオかもめんたる」内で口論となり、それが発端となってう大は2018年5月現在同ラジオに出演していない(代役として同じ事務所所属の山本しろう（エルシャラカーニ）、大狸ぽんぽこ（シンプル）が務めている)。ただしその回は芸人・リスナー含め「ラジオかもめんたる」史上最高回との呼び声が高く、リアルな芸人同士の喧嘩が聴ける貴重な回として芸人の間でドライブの合間に聴かれている様子。なお、大会優勝後にも出場して複数回準決勝敗退を経験している王者は、2020年時点でかもめんたるとコロコロチキチキペッパーズ（2015年優勝、2016年と2019年に準決勝敗退）の2組のみ。
『キングオブコント2021』では『劇団かもめんたる』として、劇団員の小椋大輔・もりももこと組んで出場し、準々決勝進出を果たした。

## 他賞レースでの成績
- 2008年 M-1グランプリ 1回戦敗退
- 2009年 M-1グランプリ 2回戦進出[27]
- 2011年 お笑いハーベスト大賞 本戦進出
- 2012年 お笑いハーベスト大賞 本戦進出
- 2021年 M-1グランプリ 準々決勝進出[28]
- 2022年 M-1グランプリ 準決勝進出（敗者復活戦13位）
- 2023年 THE SECOND 〜漫才トーナメント〜 ノックアウトステージ16→8進出[29]
- 2024年 THE SECOND 〜漫才トーナメント〜 ノックアウトステージ16→8進出
- 2025年 ダブルインパクト 決勝5位

## 出演番組
メンバー単独での出演は岩崎う大、槙尾ユウスケの項を参照。

### テレビ

#### これまでのレギュラー出演
- 雨天中止ナイン（テレビ東京、2014年5月12日 - 6月2日）
- 仮面女子のやっぱ全力だね～!（テレビ東京、2015年1月7日 - 6月24日）- コーナー「シンフロナイズド・スイミング」実況・解説
- NHK高校講座 国語表現（NHK Eテレ、2014年4月 - 2018年2月）
- ウソのような本当の瞬間!30秒後に絶対見られるTV（テレビ東京、2014年3月29日・7月27日・2015年10月27日 - ）- リポーター

#### その他の出演
- 爆笑トライアウト1回目（NHK総合）[注 2]
- 爆笑トライアウト2回目（NHK総合）[注 3]
- オンバト+（NHK総合）戦績8勝5敗 最高473KB[注 4]
- 爆笑レッドシアター（フジテレビ、2009年6月10日）「ホワイトシアター」に出演。
- 笑撃!ワンフレーズ（TBSテレビ）
- やりすぎコージー（テレビ東京）
- エンタの天使（日本テレビ、2010年3月24日）キャッチコピーは「ヒステリックおばちゃん劇場」。元々は『エンタの神様』の番組中で収録されたものだったが、未放映だったためこちらで放送。
- お笑いさぁ〜ん（日本テレビ、2010年6月14日）
- 新世紀ネタキング決定戦（TOKYO MX、2010年11月4日）
- ジャガイモン（テレ朝チャンネル、2011年12月22日）（#74）
- ワラッタメ天国（フジテレビ）キャッチコピーは「渡り鳥フロム地獄（ヘル）」[注 5]
- ロケットライブ（フジテレビ、2012年12月19日・2013年1月1日）
- 内村とザワつく夜（TBSテレビ、2013年5月23日・6月27日・9月12日・10月22日・11月12日）
- 『ぷっ』すま（テレビ朝日、2013年11月9日）
- お笑いTEPPANステージ（NHK BSプレミアム、2014年9月19日）
- めんこい8オシ研究所（岩手めんこいテレビ）
- 100分de名著「歎異抄」（NHK Eテレ、2016年4月） - 唯円 役（う大）、異義僧 役（槙尾、第3回・4回）[30]
- じわじわチャップリン（テレビ東京、2016年9月17日・2021年8月7日・14日）
- タモリ倶楽部（テレビ朝日、2017年5月26日・6月2日）「早稲田の英知を無駄遣い?! 役に立たない機械2017　前編・後編」
- 真夏のお笑い夜通しフェス どぅっかん!どぅっかん!（NHK総合、2017年8月11日）
- ダーウィンが来た!（NHK総合、2018年3月26日）
- 鉄オタ選手権『西武鉄道の陣』（NHK BSプレミアム、2019年5月22日・NHK総合、2020年2月11日）
- 有吉の壁（日本テレビ、2020年8月5日初出演以降準レギュラー頻度で不定期出演）[31]
- お笑い演芸館VS.（BS朝日、2021年7月29日）
- ゴッドタン「女装ほろ苦選手権」（テレビ東京、2021年2月7日）

### ドラマ
- 名古屋嬢の恋（東海テレビ、2008年8月31日、9月1日）
- 怪奇恋愛作戦（テレビ東京、2015年1月 - 3月） - 岩崎：巡査A 役 / 槙尾：巡査B 役
- 新・牡丹と薔薇 第38話（東海テレビ・フジテレビ系、2016年1月26日）- 披露宴会場司会者 役
- スペシャリスト 第3話・第4話（テレビ朝日、2016年1月28日・2月4日） - 岩崎：瞬間 役（第4話） / 槙尾：バケちゃん 役（第3話）
- 笑ゥせぇるすまん #6「デトックスヒロイン」（Amazon Prime Video、2025年7月25日）[32][33]

### 映画
- 奴隷区 僕と23人の奴隷（ティ・ジョイ、2014年6月28日公開）- 岩崎：中野タイジュ 役 /槙尾：板橋ゲッコウ 役
- 内村さまぁ～ず THE MOVIE エンジェル（2015年9月11日公開）
- 田沼旅館の奇跡（KATSU-do、2015年12月5日）- 岩崎：秦祐次 役 / 槙尾：野毛 役
- 仮面ライダー1号（東映、2016年3月26日）- 岩崎・槙尾：ショッカー戦闘員 役
- 猫カフェ（パル企画、2018年12月1日公開）

### ラジオ

#### これまでのレギュラー出演
- きこえタマゴ! しゃべろうシップ ちきゅーん（NHKラジオ第1、2017年4月3日 - ）

#### その他の出演
- カフェイン11（bayfm）ゲスト出演

### ネット番組

#### これまでのレギュラー出演
- かもめんたるのかもめんこむいちゃいました（ニコジョッキー・アメジョッキー・エフジョッキー、2015年7月 - ）毎月1回

#### その他の出演
- 超サンミュージック（GyaOジョッキー）
- カンニングの恋愛中毒（GyaOジョッキー）
- 小島よしおのぴーやナイト#28 （ニコジョッキー、2013年10月11日）小島よしお、早川亜希
- カチコチTV（FANZA TV）槙尾のみ

## ライブ

### 単独ライブ
| 名称                                                                    | 期間                            | 場所                         | 備考                                     |
| ----------------------------------------------------------------------- | ------------------------------- | ---------------------------- | ---------------------------------------- |
| 劇団イワサキマキヲ第1回コントライブ「ウワサの二人組」                   | 2008年04月28日 - 2008年04月29日 | 東京・高田馬場PLAZA STAGE    |                                          |
| 劇団イワサキマキヲ第2回コントライブ「ヒチガツ」                         | 2008年07月04日 - 2008年07月6日  | 東京・高田馬場PLAZA STAGE    |                                          |
| 劇団イワサキマキオ第3回コントライブ「しどろもどろおじさんの楽しい台所」 | 2008年09月19日 - 2008年09月21日 | 東京・高田馬場PLAZA STAGE    |                                          |
| 劇団イワサキマキオ第4回コントライブ「クリスマスが好きな動物」           | 2008年12月12日 - 2008年12月14日 | 東京・新宿シアター・ミラクル |                                          |
| 劇団イワサキマキオ第5回コントライブ「とってあげる。」                   | 2009年03月14日 - 2009年03月15日 | 東京・シアターD              |                                          |
| 劇団イワサキマキオ第6回コントライブ「手で水をパッパ」                   | 2009年07月24日 - 2009年07月26日 | 東京・しもきた空間リバティ   |                                          |
| 劇団イワサキマキオ特別公演 2007-2009 選りすぐりコントライブ「intro」    | 2009年12月12日 - 2009年12月13日 | 東京・しもきた空間リバティ   |                                          |
| 劇団イワサキマキオ第8回コントライブ「ボク・オレ・ワタクシ」             | 2010年04月16日 - 2010年04月18日 | 東京・しもきた空間リバティ   |                                          |
| 劇団イワサキマキオ改め かもめんたる第9回コントライブ「Merry!!」         | 2010年12月10日 - 2010年12月12日 | 東京・しもきた空間リバティ   |                                          |
| かもめんたる第10回コントライブ「コネディー♪」                           | 2011年07月09日 - 2011年07月10日 | 東京・下落合TACCS1179        |                                          |
| かもめんたる第11回コントライブ「マフラーを巻くのが上手い人」            | 2012年02月17日 - 2012年02月19日 | 東京・しもきた空間リバティ   |                                          |
| かもめんたる第12回コントライブ「夏の象」                                | 2012年07月20日 - 2012年07月22日 | 東京・しもきた空間リバティ   |                                          |
| かもめんたる第13回単独ライブ「他人の毛布」                              | 2012年12月14日 - 2012年12月16日 | 東京・しもきた空間リバティ   |                                          |
| かもめんたる単独ライブ番外編「四月の三日月」                            | 2013年04月19日 - 2013年04月21日 | 東京・新宿シアターモリエール | 客演にヨーロッパ企画の石田剛太を迎える。 |
| かもめんたる第14回単独ライブ「メマトイとユスリカ」                      | 2013年07月26日 - 2013年07月28日 | 東京・新宿シアターモリエール |                                          |
| かもめんたる第15回単独ライブ「下品なクチバシ」                          | 2014年02月28日 - 2014年03月02日 | 東京・新宿シアターモリエール |                                          |
| かもめんたる第15回単独ライブ「下品なクチバシ」                          | 2014年05月31日                  | 大阪・HEP HALL               |                                          |
| かもめんたる第16回単独ライブ「抜旗根生〜ある兄弟の物語〜」              | 2015年01月16日 - 2015年01月18日 | 東京・新宿シアターモリエール |                                          |
| かもめんたる第16回単独ライブ「抜旗根生〜ある兄弟の物語〜」              | 2015年01月24日                  | 名古屋・今池ガスホール       |                                          |
| かもめんたる第16回単独ライブ「抜旗根生〜ある兄弟の物語〜」              | 2015年01月25日                  | 大阪・HEP HALL               |                                          |
| かもめんたる第17回単独ライブ「なのに、ハードボイルド」                  | 2016年02月26日 - 2016年02月28日 | 東京・新宿シアターモリエール |                                          |
| かもめんたる第17回単独ライブ「なのに、ハードボイルド」                  | 2016年03月04日                  | 広島・よしもと紙屋町劇場     |                                          |
| かもめんたる第17回単独ライブ「なのに、ハードボイルド」                  | 2016年03月05日                  | 大阪・HEP HALL               |                                          |
| かもめんたる第17回単独ライブ「なのに、ハードボイルド」                  | 2016年03月06日                  | 名古屋・東別院ホール         |                                          |
| かもめんたる第18回単独ライブ「ノーアラームの眠り」                      | 2017年02月03日 - 2017年02月05日 | 東京・新宿シアターモリエール |                                          |
| かもめんたる第18回単独ライブ「ノーアラームの眠り」                      | 2017年02月11日                  | 広島・よしもと紙屋町劇場     |                                          |
| かもめんたる第18回単独ライブ「ノーアラームの眠り」                      | 2017年02月12日                  | 大阪・ABCホール              |                                          |
| かもめんたる第18回単独ライブ「ノーアラームの眠り」                      | 2017年02月13日                  | 名古屋・東建ホール           |                                          |

### ユニットライブ
| 名称                                                | 共演                         | 期間                          | 場所               | 備考 |
| --------------------------------------------------- | ---------------------------- | ----------------------------- | ------------------ | ---- |
| 円山スクランブルエッグス 第一回公演「円山町再開発」 | ラブレターズ、さらば青春の光 | 2015年6月19日 - 2015年6月21日 | 渋谷・ユーロライブ |      |
| 円山スクランブルエッグス 第二回公演「円山町再起動」 | ラブレターズ、さらば青春の光 | 2016年3月20日 - 2016年3月22日 | 渋谷・ユーロライブ |      |

## 舞台

### 劇団かもめんたる公演
| 名称                                                         | 他の出演者 | 期間                           | 場所                                | 備考                       |
| ------------------------------------------------------------ | --- | ------------------------------ | ----------------------------------- | -------------------------- |
| 劇団かもめんたる第1回公演 「Semi-nuida!」                    | 石田剛太（ヨーロッパ企画）、川面千晶（ハイバイ）、小園茉奈（ナイロン100℃）、野々宮楓、伊達さん（大人のカフェ）、荒威ばる（劇団ジェット花子）、小椋大輔（劇団チキンハート） | 2015年7月24日 - 26日           | 新宿・シアターモリエール            |                            |
| 劇団かもめんたる第2回公演 「ゴーヤの門」                     | 長田奈麻（ナイロン100℃）、石田剛太（ヨーロッパ企画）、森桃子、小関えりか（シベリア少女鉄道）、小椋大輔（劇団チキンハート）、荒威ばる（劇団ジェット花子） / 矢田智久        | 2016年7月15日 - 2016年7月17日  | 新宿・シアターモリエール            |                            |
| 劇団かもめんたる第3回公演 「ピンクスカイ」                   | 石田剛太（ヨーロッパ企画）、長田奈麻（ナイロン100℃）、小椋大輔（劇団チキンハート）、森桃子、小園茉奈（ナイロン100℃）、福井俊哉、土屋翔、川久保晴                           | 2017年7月4日 - 2017年7月9日    | 下北沢・駅前劇場                    |                            |
| 劇団かもめんたる第4回公演 「尾も白くなる冬」                 | 長田奈麻（ナイロン100℃）、加藤啓（拙者ムニエル）、古屋隆太、小椋大輔（劇団チキンハート）、森桃子、秋山遊楽、土屋翔、億なつき、船越真美子、荒波タテオ                       | 2018年1月30日 - 2018年2月4日   | 赤坂RED/THEATER                     |                            |
| 劇団かもめんたる第5回公演 「市民プールにピラニアが出た!!」   | 小椋大輔、森桃子、土屋翔、福井俊哉、佐藤銀平、光瀬指絵、山中志歩、船越真美子/他                                                                                            | 2018年8月2日 - 2018年8月7日    | 下北沢・駅前劇場                    |                            |
| 劇団かもめんたる第6回公演 「根の張る方へ」                   | 長田奈麻（劇団かもめんたる）、小椋大輔（劇団かもめんたる）、森桃子（劇団かもめんたる）、土屋翔（劇団かもめんたる）、船越真美子（劇団かもめんたる）                         | 2018年10月14日                 | 下北沢・本多劇場                    |                            |
| 劇団かもめんたる第7回公演 「宇宙人はクラゲが嫌い」           | 八嶋智人、長田奈麻、小椋大輔、森桃子、土屋翔、船越真美子（以上、劇団かもめんたる）、佐久間麻由、四柳智惟（ピーチ）、増澤璃凜子、森田ひかり（虚構の劇団）                   | 2019年5月11日 - 2019年5月19日  | 赤坂RED/THEATER                     |                            |
| 劇団かもめんたる第8回公演 「GOOD PETS FOR THE GOD」          | 小椋大輔、もりももこ、土屋翔、長田麻奈、船越真美子（以上、劇団かもめんたる）、古屋隆太（青年団）、長尾卓也（劇団プレステージ）、香月ハル                                   | 2019年11月26日 - 2019年12月1日 | 下北沢・駅前劇場                    | 第64回岸田國士戯曲賞候補作 |
| 劇団かもめんたる第9回公演 「君とならどんな夕暮れも怖くない」 | 小椋大輔、もりももこ、船越真美子、土屋翔、長田奈麻（以上、劇団かもめんたる）、佐藤真弓、梅舟惟永、宮下雄也                                                                 | 2020年7月21日 - 2020年7月26日  | 下北沢・駅前劇場                    | 第65回岸田國士戯曲賞候補作 |
| 劇団かもめんたる第10回公演 「HOT」                           | 長田奈麻、小椋大輔、もりももこ、土屋翔、船越真美子（以上、劇団かもめんたる）、ラサール石井、寺田真珠                                                                       | 2020年12月2日 - 2020年12月7日  | 池袋・東京芸術劇場 シアターウエスト |                            |
| 劇団かもめんたる第11回公演 「ソルティーなんとかメモリー」    | 小椋大輔、もりももこ、土屋翔、長田奈麻（以上、劇団かもめんたる）、犬山イヌコ（ナイロン100℃）、佐藤銀平（サスペンデッズ/東京Ｎｏ.１親子）、石井亜早実                       | 2021年6月27日 - 2021年7月4日   | 下北沢・駅前劇場                    |                            |
| Sストーリーズ公演 vol.1 「S.ストーリーズ」                   | 小椋大輔、もりももこ、土屋翔（以上、劇団かもめんたる）、宮下雄也、高畑裕太（ハイワイヤ）、四柳智惟、荒威ばる、野口詩央、佐藤真弓（猫のホテル）                             | 2022年1月19日 - 2022年1月23日  | 座・高円寺1                         |                            |

### 客演
- ナイロン100℃ 42nd SESSION「社長吸血記」 （2014年9月26日 - 11月2日、東京公演：本多劇場 他）
- 表現・さわやか 番外恋愛公演「TanPenChu-♥」 （2015年9月5日 - 21日、東京公演：赤坂RED THEATER / 大阪公演：HEP HALL）
- SOLID STARプロデュースVol.8「主人がオオアリクイに殺されて1年が過ぎました。」（2016年10月、俳優座劇場）[35]

## DVD
- ネズミと亀（2011年発売 発売元：コンテンツリーグ）
- かもめんたる単独ライブ「メマトイとユスリカ」（2013年発売 発売元：ポニーキャニオン）
- かもめんたる単独ライブ「下品なクチバシ」（2014年発売 発売元：ポニーキャニオン）
- かもめんたる単独LIVE「抜旗根生～ある兄弟の物語～」（2015年発売 発売元：ポニーキャニオン）